# Computationele groepentheorie
Computationele groepentheorie is het onderzoek met computers naar groepen in de groepentheorie, een deelgebied van de wiskunde. De computationele groepentheorie houdt zich bezig met het ontwerpen en analyseren van algoritmen en datastructuren voor het berekenen van groepen. Voor veel interessante groepen, zoals de meeste sporadische groepen, is het onpraktisch om deze berekeningen met de hand uit te voeren. Het is met computationele groepentheorie mogelijk gegeven een groep daar een Sylow-ondergroep van te berekenen.

## Voorbeelden van algoritmen
- Schreier-Sims-algoritme voor het vinden van de orde van een permutatiegroep
- Todd-Coxeter-algoritme voor het berekenen van het aantal nevenklassen van een ondergroep in een groep
- productvervangingsalgoritme voor het vinden van willekeurige elementen van een groep

## Resultaten
- volledige opsomming van alle eindige groepen met een orde minder dan 2000
- berekening van representaties voor alle sporadische groepen.